# Docteur Marjolin
'Docteur Marjolin' est un cultivar de rosier mousseux obtenu en 1860 par la maison française Robert et Moreau. Il rend hommage au chirurgien Jean-Nicolas Marjolin (1780-1850).

## Description
Il s'agit d'un buisson érigé au feuillage dense et vert clair pouvant s'élever à 120 cm. Ses fleurs parfumées, pleines et doubles (17-25 pétales), sont d'un rose franc, de forme en coupe, les pétales ayant un revers plus pâle. La floraison est légèrement remontante. Les calices sont recouverts de mousse. 
Ce rosier supporte des hivers à -20° C.  
On peut admirer cette variété notamment à l'Europa-Rosarium de Sangerhausen en Allemagne. Il est toujours commercialisé dans nombre de catalogues internationaux, notamment en France.

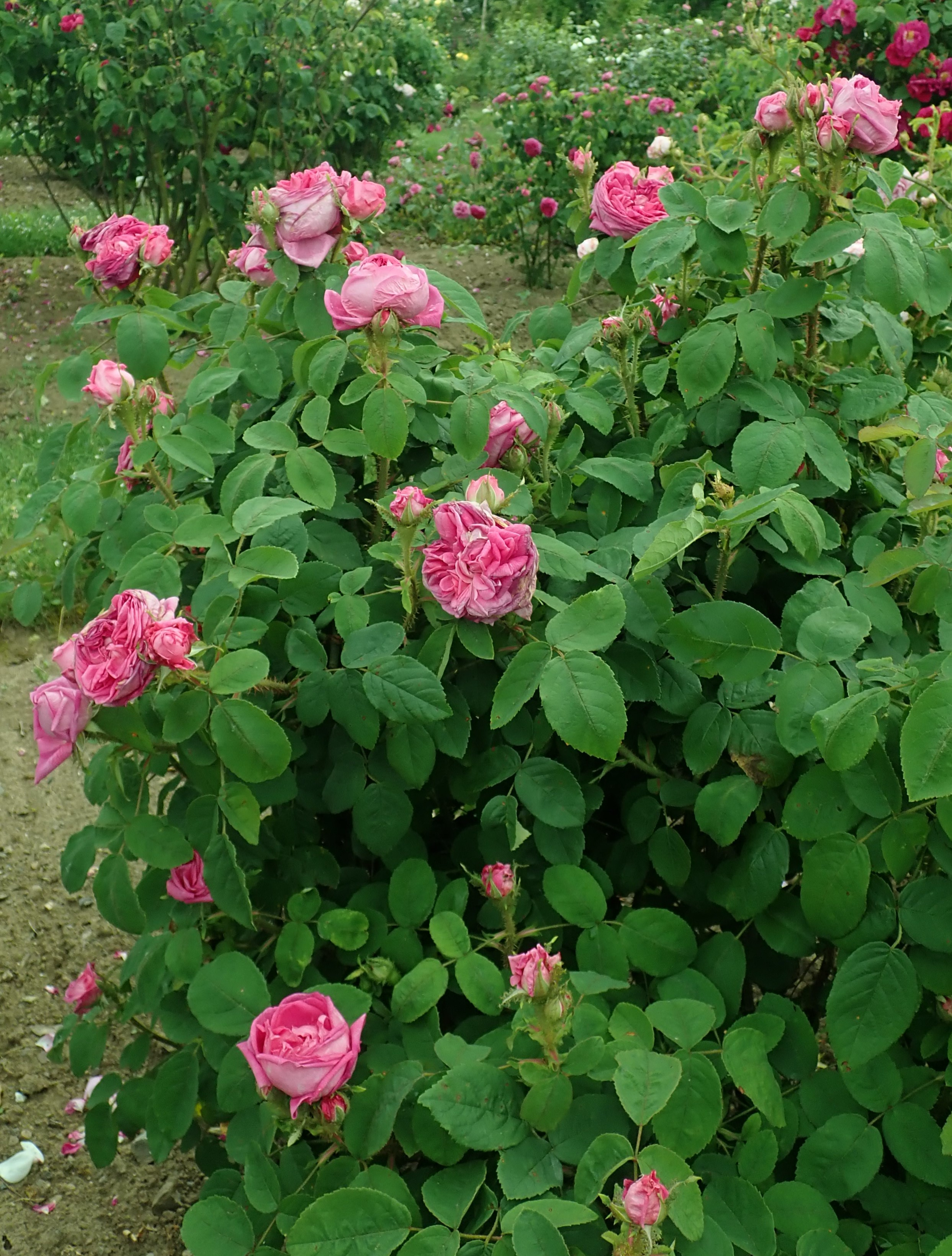
Buisson de 'Docteur Marjolin' à Sangerhausen.